# 慕容暐
燕幽帝慕容暐（350年—384年），字景茂，昌黎棘城（今遼寧義縣）鮮卑人。五胡十六國時代前燕的最後一位君主，前燕景昭帝慕容儁第三子。前期在慕容恪攝政之下仍能保持國家穩定，但後期在慕容評主政之下就漸漸衰落，最終被前秦所滅。慕容暐在前燕亡後成為前秦的臣下，獲封為新興侯。前秦於淝水之戰後崩潰，慕容垂、慕容泓先後舉兵建立後燕和西燕，慕容暐亦在西燕進攻前秦都城長安（今陝西西安）時意圖殺死苻堅並令城內混亂，響應外軍，但失敗被殺。

## 生平

### 太子即位
慕容暐最初獲封中山王。永和十二年（356年），皇太子慕容曄去世，慕容儁於是在次年立八歲的慕容暐為皇太子。升平四年（360年），慕容儁去世，臨終時遺命大司馬慕容恪、司空陽騖、司徒慕容評及領軍將軍慕輿根輔政。當時群臣打算立作為慕容儁弟弟的慕容恪繼位，但被慕容恪拒絕，而支持作為儲君的慕容暐即位。

### 太宰安國
慕容暐即位後便以慕容恪為太宰，讓他專攝朝政，而慕容評、陽騖和慕輿根則分別獲授太傅、太保及太師，參輔朝政。不過，當時慕輿根就自恃自己屢有戰功，顯得高傲自大，心中不服慕容恪。當時慕輿根打算作亂，初以可足渾太后干政煽動慕容恪謀反失敗，於是改向可足渾太后及慕容暐中傷慕容恪，想要他們誅殺慕容恪及慕容評。不過此時慕容暐卻信任慕容恪，勸止打算聽從的可足渾太后。及後慕容恪及慕容評密奏慕輿根罪狀，慕容暐於是命侍中皇甫真、右衞將軍傅顏等收捕慕輿根，並將其家人黨羽一併誅殺。
此時前燕國內正因慕容儁之死而混亂，原本徵集在鄴城的大軍都常常私下逃散，但在慕容恪的輔助下，最終都成功穩定了國家。在慕容恪攝政之下，先擊敗據守野王叛變的寧南將軍呂護，後更進侵當時為東晉所控的洛陽，終於興寧三年（365年）攻下洛陽。後又攻取了東晉的兗州諸郡。

### 太傅亂政
不過，慕容恪於太和二年（367年）去世，死前想以吳王慕容垂代替自己為大司馬，但最終慕容評改以慕容暐弟慕容沖接替慕容恪。慕容恪死後，陽騖在同年亦死，唯一仍在世的輔政大臣慕容評就以太傅主政。當時僕射悅綰上奏盡罷軍封蔭戶，以釋放人口以充實國家地方，防止人口隱匿。慕容暐同意之下，最終在悅綰的規劃下釋放了二十多萬戶人，政令亦令朝野震驚，慕容評更是十分不滿，派人暗殺了悅綰。
太和四年（369年），東晉桓溫發動北伐戰爭，主動進攻前燕，慕容暐所派的慕容厲、傅顏及慕容臧皆不能抵抗桓溫進攻，於是令慕容暐及慕容評十分恐懼，向前秦求援以外還打算逃回和龍（今遼寧錦州）。這時慕容垂自請進攻，最終成功扭轉局勢，更在逼桓溫撤軍時大敗晉兵。然而慕容評在後十分忌憚剛取得大功的慕容垂，二人更因將領孫蓋軍功問題發生爭論。因可足渾太后亦討厭慕容垂，於是就與慕容評謀殺慕容垂，慕容垂只得與家人逃奔前秦。
不久，出使前秦的黃門侍郎梁琛歸國，報告前秦國內揚兵講武，而且運糧至陝東，更逢慕容垂出奔前秦，表示擔憂前秦和和前燕開戰，建議朝廷早作防備。然而慕容評不認為前秦會破壞和前燕的和平，慕容暐於是和慕容評都沒重視梁琛的話。及後皇甫真又上言表示擔憂前秦對前燕有所圖謀，建議增強洛陽、并州和壺關（今山西長治東南）各城的軍力。慕容暐於是召慕容評討論，但因慕容評認為前秦「國小力弱」，要倚靠前燕為援，前秦天王苻堅也不會因慕容垂而攻燕，勸慕容暐不要自亂陣腳。慕容暐於是亦沒有聽從皇甫真的話。

### 前燕滅亡
當日前燕向前秦求援時，允諾割讓虎牢（今河南滎陽西北汜水鎮）以西的土地給前秦，但戰後反悔。苻堅於是以此派王猛等進攻前燕，進攻洛陽。慕容暐於是派了慕容臧救援洛陽，然而卻在滎陽大敗給前秦軍，無法有效營救洛陽，洛陽守將慕容筑唯有向前秦投降，洛陽陷落。慕容臧只得築新樂城而退。面對當時的軍事形勢，而且太后干政、慕容評貪污，尚書左丞申紹上疏要改革，提出令將士用命，對士兵「習兵教戰」、「從戎之外，足營私業」等。又要君臣「罷浮華，禁絕奢，峻明婚姻喪葬之條」以及增加重地守備軍隊等措施，但慕容暐都沒聽從。
洛陽陷落的同年（370年），前秦再攻前燕，王猛攻壺關而楊安攻晉陽（今山西太原）。慕容暐命慕容評等率中外精兵三十多萬抵禦。不過，慕容評竟禁止士兵取水和柴，而自據水源和山，向士兵販賣柴水以斂財，導致軍心全無。最終被前秦軍夜燒輜重，火光連鄴城都看得見。慕容暐見狀十分恐懼，下令慕容評將金錢財帛都分給士兵，命他們作戰，慕容評因恐懼而向前秦請戰。最終前秦軍大敗前燕軍，俘殺超過十五萬人，慕容評單騎奔鄴城。
王猛在戰後追擊至鄴，苻堅亦派大軍後繼。面對前秦軍兵臨城下，慕容暐只得與慕容評等人逃奔龍城（今遼寧朝陽），但隨行衞士一出城就散走，只餘十多名仍然隨行。當時前奏將領郭慶亦在後追擊慕容暐，途中道路艱險難行而且時有盜賊，保衞慕容暐的左衞將軍孟高、殿中將軍艾朗皆戰死，慕容暐更因失去馬匹而只得徒步逃亡，最終在高陽被郭慶所俘。慕容暐隨後被押見苻堅，苻堅質問慕容暐為何不降而逃走，慕容暐答：「狐狸快要死時，也會將頭朝向自己出生的山丘，我都是想死在先人墳墓那裏而已。」苻堅憐憫慕容暐而將他釋放，命他回去率文武百官出降。另外逃奔遼東的前燕殘餘勢力不久亦被消滅，前燕正式滅亡。
同年十二月，慕容暐與慕容皇族及鮮卑族四萬戶一同被苻堅遷往長安安置，並受封為新興侯，署為尚書。

### 复国遇害
太元八年（383年），前秦大舉南侵東晉，即淝水之戰，慕容暐亦以平南將軍、別部都督隨軍。前秦於淝水之戰大敗後，時駐鄖城的慕容暐隨前秦軍北撤，並護送苻堅的張夫人回苻堅身邊。至滎陽時，叔父慕容德勸慕容暐乘前秦軍力大損而復國，但慕容暐又不聽從。慕容暐終與苻堅回到長安，但當時前秦對全國的控制已不如前。太元九年（384年），慕容垂在河北叛變建立後燕，不久，慕容暐之弟慕容泓也在關中叛變建立西燕。當時慕容泓向苻堅要求送還慕容暐以換取燕秦兩國和平，但為苻堅所拒絕。苻堅亦因此召慕容暐來斥責，終在慕容暐叩頭陳謝之下原諒他，並命他寫信招撫慕容垂、慕容泓和慕容沖。不過慕容暐就暗中派密使向慕容泓說：「我是鐵籠裡的人，肯定無法回去了；而且，我也是帝國的罪人，無必要顧慮我了。你就建立大業，以吳王慕容垂為相國，中山王慕容沖為太宰、領大司馬，你可以做大將軍、領司徒，承制封拜，收到我去世的消息後，你就自己稱帝吧。」及後西燕與前秦在長安多有戰事，慕容暐與慕容肅共謀聯同長安城中數千鮮卑人作亂，以應進攻長安的西燕軍，於是借兒子新婚為由設計在其家殺害苻堅。然而苻堅因大雨而沒有去，事情洩露，苻堅召慕容暐和慕容肅並殺害二人，又下令把城中的鮮卑人不分男女老少全部屠杀。慕容暐死時三十五歲。
西燕、后燕均没有追谥慕容暐。慕容德建立南燕時，諡慕容暐為幽皇帝。

## 性格特徵
- 慕容暐很在意他人對其的批評，如李績曾經向慕容儁表示慕容暐的缺點是「雅好遊田，娛心絲竹」，慕容儁亦因而要慕容暐好好記著李績的話，好作改善。但慕容暐登位後，慕容恪雖然屢請以李績為尚書右僕射，但慕容暐都不同意，更說：「萬機之事都交由叔父處理，但李績一人，我想自己決定。」最終李績憂死。[4]

## 家庭

### 皇后
- 可足浑皇后，慕容暐表舅可足渾翼女

## 註譯
1. ↑  《資治通鑑·卷一百一》太和三年條所載與此有出入，稱悅綰抱病釐較戶籍而病發去世，但同樣有寫政策令朝士怨怒，故今從《晉書·載記》。
2. ↑  《晉書·載記》寫「四十餘萬」，今從《資治通鑑》。
3. ↑  《晉書·載記·慕容德傳》
4. ↑  《晉書·載記·李績傳》

## 延伸阅读
[在维基数据编辑]
 《晉書/卷111》，出自房玄齡《晉書》